# Остров феи

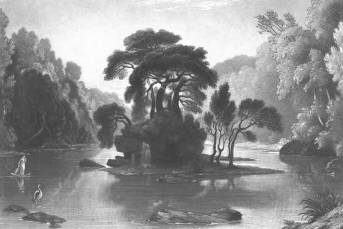
Меццо-тинто Джона Сартена по мотивам картины Джона Мартина, вдохновивший По

«Остров феи» (англ. The Island of the Fay) — рассказ Эдгара Аллана По, впервые опубликованный в журнале Graham’s Lady’s and Gentleman’s Magazine в 1841 году. В качестве эпиграфа По поместил над текстом свой сонет «Науке».

## Содержание
Рассказчик от первого лица приближается к предмету изложения как бы по кругу. Он начинает с цитаты из "Contes moraux " Мармонтеля, в которой утверждает, что музыка — единственный талант, которым можно наслаждаться исключительно для себя. Рассказчик этому противоречит: музыке нужен не только музыкант, но и слушатель. Можно наслаждаться в полном одиночестве, просто глядя на пейзаж, который, конечно, должен быть свободен от «пятна» присутствия нерастительного существа, он может состоять только из невысокой травы, цветов, деревьев, лесов и гор. Рассказчик от первого лица распространяет свои наблюдения на космическое, которое, как ему кажется, циркулирует по концентрическим кругам вокруг единственного центра — Бога, — Который смотрит на нас, людей, с таким же величием, как мы смотрим на «животных» (микробов). Только потом, в последней трети текста, он сообщает, как в походе он наткнулся на остров, окружённый ручьём, имевшим, казалось, две стороны: западную, ярко освещённую заходящим солнцем, которую он назвал «лучезарным гаремом цветущихъ красавиц» и могильно-тёмная восточная сторона, где «мрачный, но прекрасный и мирный мрак» пронизывает всё. В сознании зрителя проносится: «Это пристанище нескольких нежных фей, уцелевших от гибели, постигшей их расу». Очень скоро его воображение создаёт одну из них, совершающую плавание вокруг заколдованного острова на утлом каноэ. Он сравнивает смерть феи с призрачным исчезновением дерева во тьме воды. Описание заканчивается с наступлением полной темноты.

## Появление
Наряду с этим рассказом Graham’s Lady’s and Gentleman’s Magazine в июне 1841 года опубликовал гравюру (меццо-тинто) Джона Сартена, которая, как говорят, основана на картине маслом Джона Мартина. Эта гравюра настолько хорошо «ложится» на текст По, что её можно принять за иллюстрацию к рассказу; однако, вероятно, всё было наоборот: По черпал вдохновение для своего текста из меццо-тинта Сартена. В том же году По опубликовал рассказ «Элеонора», который по своему изображению природы очень близок к «Острову феи» и поднимает мотив одновременной смерти женской фигуры и окружающей её природы. Джон Сартен, с которым По дружил с тех пор, как работал в Graham в Филадельфии, сыграл особую роль в последние недели его.

## Классификация в общей работе
При сравнении той горечи, с которой По нападал на науку как на разрушителя поэзии в своём сонете «Науке» (который он предпослал рассказу в качестве эпиграфа), с просвещенной ностальгией, выраженной в «Острове феи», становится ясно, какой долгий путь проделал По за 12 лет, с 1829 года. В то время как в сонете он сожалеет о дриадах, наядах и эльфах, как о реальных изгнанниках, здесь фея представлена со скептической оговоркой как продукт мечтательного воображения, а в космологическом эссе «Эврика» Поэзия и Наука уже шествуют рука об руку.